# فهرست نخست‌وزیران مصر
فهرست نخست‌وزیران مصر
| نام کابینه                      | نخست‌وزیر                        | حاکم                        | از              | تا                     | توضیحات                                                       |
| ------------------------------- | ------------------------------- | --------------------------- | --------------- | ---------------------- | ------------------------------------------------------------- |
| کابینهٔ نوبار پاشا               | نوبار پاشا                      | خدیوی اسماعیل               | ۲۸ اوت ۱۸۷۸     | ۲۳ فوریه ۱۸۷۹          |                                                               |
| کابینهٔ محمد توفیق پاشا          | توفیق‌پاشا                       | خدیوی اسماعیل               | ۱۰ مارس ۱۸۷۹    | ۷ آوریل ۱۸۷۹           |                                                               |
| کابینهٔ محمد شریف پاشا           | محمد شریف پاشا                  | خدیوی اسماعیل               | ۷ آوریل ۱۸۷۹    | ۵ ژوئیه ۱۸۷۹           |                                                               |
| کابینهٔ محمد شریف پاشا           | محمد شریف پاشا                  | توفیق‌پاشا                   | ۵ ژوئیه ۱۸۷۹    | ۱۸ اوت ۱۸۷۹            |                                                               |
| کابینهٔ خدیوی محمد توفیق پاشا    | توفیق‌پاشا                       | توفیق‌پاشا                   | ۱۸ اوت ۱۸۷۹     | ۲۱ سپتامبر ۱۸۷۹        | به طور موقت تا تشکیل کابینه جدید                              |
| کابینهٔ مصطفی ریاض پاشا          | مصطفی ریاض پاشا                 | توفیق‌پاشا                   | ۲۱ سپتامبر ۱۸۷۹ | ۱۰ سپتامبر ۱۸۸۱        |                                                               |
| کابینهٔ محمد شریف پاشا           | محمد شریف پاشا                  | توفیق‌پاشا                   | ۱۴ سپتامبر ۱۸۸۱ | ۴ فوریه ۱۸۸۲           |                                                               |
| کابینهٔ محمود سامی البارودی پاشا | محمود سامی البارودی             | توفیق‌پاشا                   | ۴ فوریه ۱۸۸۲    | ۱۷ ژوئن ۱۸۸۲           |                                                               |
| کابینهٔ اسماعیل راغب پاشا        | اسماعیل راغب پاشا               | توفیق‌پاشا                   | ۱۷ ژوئن ۱۸۸۲    | ۲۱ اوت ۱۸۸۲            |                                                               |
| کابینهٔ محمد شریف پاشا           | محمد شریف پاشا                  | توفیق‌پاشا                   | ۲۱ اوت ۱۸۸۲     | ۱۰ ژانویه ۱۸۸۴         |                                                               |
| کابینهٔ نوبار پاشا               | نوبار پاشا                      | توفیق‌پاشا                   | ۱۰ ژانویه ۱۸۸۴  | ۹ ژوئن ۱۸۸۸            |                                                               |
| کابینهٔ مصطفی ریاض پاشا          | مصطفی ریاض پاشا                 | توفیق‌پاشا                   | ۹ ژوئن ۱۸۸۸     | ۱۲ مایو ۱۸۹۱           |                                                               |
| کابینهٔ مصطفی فهمی پاشا          | مصطفی فهمی پاشا                 | توفیق‌پاشا                   | ۱۴ مایو ۱۸۹۱    | ۱۷ ژانویه ۱۸۹۲         |                                                               |
| کابینهٔ مصطفی فهمی پاشا          | مصطفی فهمی پاشا                 | عباس حلمی پاشا              | ۱۷ ژانویه۱۸۹۲   | ۱۵ ژانویه ۱۸۹۳         |                                                               |
| کابینهٔ حسین فخری پاشا           | حسین فخری پاشا                  | خدیوی عباس حلمی پاشا        | ۱۵ ژانویه ۱۸۹۳  | ۱۹ ژانویه ۱۸۹۳         | ۳ روز فقط، به دلیل مخافت بریطانیا                             |
| کابینهٔ مصطفی ریاض پاشا          | مصطفی ریاض پاشا                 | خدیوی عباس حلمی پاشا        | ۱۹ ژانویه ۱۸۹۳  | ۱۵ آوریل ۱۸۹۴          |                                                               |
| کابینهٔ نوبار پاشا               | نوبار پاشا                      | خدیوی عباس حلمی پاشا        | ۱۵ آوریل ۱۸۹۴   | ۱۲ نوامبر ۱۸۹۵         |                                                               |
| کابینهٔ مصطفی فهمی پاشا          | مصطفی فهمی پاشا                 | خدیوی عباس حلمی پاشا        | ۱۲ نوامبر ۱۸۹۵  | ۱۱ نوامبر ۱۹۰۸         |                                                               |
| کابینهٔ بطرس غالی پاشا           | بطرس غالی پاشا                  | خدیوی عباس حلمی پاشا        | ۱۲ نوامبر ۱۹۰۸  | ۲۰ فوریه ۱۹۱۰          | به دست ابراهیم ناصف الوردانی ترور شد                          |
| کابینهٔ محمد سعید پاشا           | محمد سعید پاشا                  | خدیوی عباس حلمی پاشا        | ۲۳ فوریه ۱۹۱۰   | ۵ آوریل ۱۹۱۴           |                                                               |
| کابینهٔ حسین رشدی پاشا           | حسین رشدی پاشا                  | خدیوی عباس حلمی پاشا        | ۵ آوریل ۱۹۱۴    | ۱۹ دسامبر ۱۹۱۴         |                                                               |
| کابینهٔ حسین رشدی پاشا           | حسین رشدی پاشا                  | سلطان حسین کامل             | ۱۹ دسامبر ۱۹۱۴  | ۹ اکتبر ۱۹۱۷           |                                                               |
| کابینهٔ حسین رشدی پاشا           | حسین رشدی پاشا                  | سلطان احمد فؤاد             | ۱۰ اکتبر ۱۹۱۷   | ۱۹ مایو ۱۹۱۹           | دو کابینهٔ پشت سرهم قبل و بعد از ۹ آوریل ۱۹۱۹                  |
| کابینهٔ محمد سعید پاشا           | محمد سعید پاشا                  | سلطان احمد فؤاد             | ۲۰ مایو ۱۹۱۹    | ۲۰ نوامبر ۱۹۱۹         |                                                               |
| کابینهٔ یوسف وهبة پاشا           | یوسف وهبه پاشا                  | سلطان احمد فؤاد             | ۲۰ نوامبر ۱۹۱۹  | ۲۱ مایو ۱۹۲۰           |                                                               |
| کابینهٔ محمد توفیق نسیم پاشا     | محمد توفیق نسیم پاشا            | سلطان احمد فؤاد             | ۲۱ مایو ۱۹۲۰    | ۱۶ مارس ۱۹۲۱           |                                                               |
| کابینهٔ عدلی یکن پاشا            | عدلی یکن پاشا                   | سلطان احمد فؤاد             | ۱۶ مارس ۱۹۲۱    | ۲۴ دسامبر ۱۹۲۱         |                                                               |
| کابینهٔ عبد الخالق ثروت پاشا     | عبد الخالق ثروت پاشا            | ملک احمد فؤاد               | ۰۱ مارس ۱۹۲۲    | ۲۹ نوامبر ۱۹۲۲         |                                                               |
| کابینهٔ محمد توفیق نسیم پاشا     | محمد توفیق نسیم پاشا            | ملک احمد فؤاد               | ۳۰ نوامبر ۱۹۲۲  | ۰۹ فوریه ۱۹۲۳          |                                                               |
| کابینهٔ یحیی ابراهیم پاشا        | یحیی ابراهیم پاشا               | ملک احمد فؤاد               | ۱۳ مارس ۱۹۲۳    | ۲۷ ژانویه ۱۹۲۴         |                                                               |
| کابینهٔ سعد زغلول پاشا           | سعد زغلول پاشا                  | ملک احمد فؤاد               | ۲۸ ژانویه ۱۹۲۴  | ۲۴ نوامبر ۱۹۲۴         |                                                               |
| کابینهٔ احمد زیور پاشا           | احمد زیور پاشا                  | ملک احمد فؤاد               | ۲۴ نوامبر ۱۹۲۴  | ۷ ژوئن ۱۹۲۶            |                                                               |
| کابینهٔ عدلی یکن پاشا            | عدلی یکن پاشا                   | ملک احمد فؤاد               | ۷ ژوئن ۱۹۲۶     | ۲۱ آوریل ۱۹۲۷          |                                                               |
| کابینهٔ عبد الخالق ثروت پاشا     | عبد الخالق ثروت پاشا            | ملک احمد فؤاد               | ۲۶ آوریل ۱۹۲۷   | ۰۴ مارس ۱۹۲۸           |                                                               |
| کابینهٔ مصطفی النحاس پاشا        | مصطفی النحاس پاشا               | ملک احمد فؤاد               | ۱۶ مارس ۱۹۲۸    | ۲۵ ژوئن ۱۹۲۸           |                                                               |
| کابینهٔ محمد محمود پاشا          | محمد محمود پاشا                 | ملک احمد فؤاد               | ۲۵ ژوئن ۱۹۲۸    | ۰۲ اکتبر ۱۹۲۹          |                                                               |
| کابینهٔ عدلی یکن پاشا            | عدلی یکن پاشا                   | ملک احمد فؤاد               | ۰۳ اکتبر ۱۹۲۹   | ۰۱ ژانویه ۱۹۳۰         |                                                               |
| کابینهٔ مصطفی النحاس پاشا        | مصطفی النحاس پاشا               | ملک احمد فؤاد               | ۰۱ ژانویه ۱۹۳۰  | ۱۹ ژوئن ۱۹۳۰           |                                                               |
| کابینهٔ اسماعیل صدقی پاشا        | اسماعیل صدقی پاشا               | ملک احمد فؤاد               | ۱۹ ژوئن ۱۹۳۰    | ۲۷ سپتامبر ۱۹۳۳        |                                                               |
| کابینهٔ عبد الفتاح یحیی پاشا     | عبد الفتاح یحیی پاشا            | ملک احمد فؤاد               | ۲۷ سپتامبر ۱۹۳۳ | ۱۴ نوامبر ۱۹۳۴         |                                                               |
| کابینهٔ محمد توفیق نسیم پاشا     | محمد توفیق نسیم پاشا            | ملک احمد فؤاد               | ۱۴ نوامبر ۱۹۳۴  | ۳۰ ژانویه ۱۹۳۶         |                                                               |
| کابینهٔ علی ماهر پاشا            | علی ماهر پاشا                   | ملک احمد فؤاد               | ۳۰ ژانویه ۱۹۳۶  | ۰۹ مایو ۱۹۳۶           |                                                               |
| کابینهٔ مصطفی النحاس پاشا        | مصطفی النحاس پاشا               | ملک فاروق                   | ۰۹ مایو ۱۹۳۶    | ۳۰ دسامبر ۱۹۳۷         | ملک احمد فؤاد قبل از وفاتش دستور ایجاد این کابینه را صادر کرد |
| کابینهٔ محمد محمود پاشا          | محمد محمود پاشا                 | ملک فاروق                   | ۳۰ دسامبر ۱۹۳۷  | ۱۸ اوت ۱۹۳۹            |                                                               |
| کابینهٔ علی ماهر پاشا            | علی ماهر پاشا                   | ملک فاروق                   | ۱۸ اوت ۱۹۳۹     | ۲۴ ژوئن ۱۹۴۰           |                                                               |
| کابینهٔ حسن صبری پاشا            | حسن صبری پاشا                   | ملک فاروق                   | ۲۷ ژوئن ۱۹۴۰    | ۱۴ نوامبر ۱۹۴۰         | در منصبش روز افتتاح پارلمان مرد.                              |
| کابینهٔ حسین سری پاشا            | حسین سری پاشا                   | ملک فاروق                   | ۱۵ نوامبر ۱۹۴۰  | ۰۴ فوریه ۱۹۴۲          |                                                               |
| کابینهٔ مصطفی النحاس پاشا        | مصطفی النحاس پاشا               | ملک فاروق                   | ۴ فوریه ۱۹۴۲    | اکتبر ۱۹۴۴             | به دلیل اینکه ارتش انگلستان به قصر عابدین حمله کرد            |
| کابینهٔ احمد ماهر پاشا           | د. احمد ماهر پاشا               | ملک فاروق                   | ۱۰ اکتبر ۱۹۴۴   | ۱۵ ژانویه ۱۹۴۵         |                                                               |
| کابینهٔ احمد ماهر پاشا           | د. احمد ماهر پاشا               | ملک فاروق                   | ۱۵ ژانویه ۱۹۴۵  | ۲۴ فوریه ۱۹۴۵          | در مجلس ترور شد                                               |
| کابینهٔ محمود فهمی النقراشی      | محمود فهمی النقراشی پاشا        | ملک فاروق                   | ۲۴ فوریه ۱۹۴۵   | ۱۵ فوریه ۱۹۴۶          |                                                               |
| کابینهٔ اسماعیل صدقی پاشا        | اسماعیل صدقی پاشا               | ملک فاروق                   | ۱۶ فوریه ۱۹۴۶   | ۰۹ دسامبر ۱۹۴۶         |                                                               |
| کابینهٔ محمود فهمی النقراشی      | محمود فهمی النقراشی پاشا        | ملک فاروق                   | ۰۹ دسامبر ۱۹۴۶  | ۲۸ دسامبر ۱۹۴۸         | به دست اخوان‌المسلمین ترور شد                                  |
| کابینهٔ ابراهیم عبد الهادی پاشا  | ابراهیم عبد الهادی پاشا الملیجی | ملک فاروق                   | ۲۸ دسامبر ۱۹۴۸  | ۲۵ ژوئیه ۱۹۴۹          |                                                               |
| کابینهٔ حسین سری پاشا            | حسین سری پاشا                   | ملک فاروق                   | ۰۳ نوامبر ۱۹۴۹  | ۱۲ ژانویه ۱۹۵۲         |                                                               |
| کابینهٔ مصطفی النحاس پاشا        | مصطفی النحاس پاشا               | ملک فاروق                   | ۱۲ ژانویه ۱۹۵۲  | ۲۷ ژانویه ۱۹۵۲         | به دلیل آتش‌سوزی ۲۶ ژانویه ۱۹۵۲ قاهره استعفا کرد.              |
| کابینهٔ علی ماهر پاشا            | علی ماهر پاشا                   | ملک فاروق                   | ۲۷ ژانویه ۱۹۵۲  | ۰۱ مارس ۱۹۵۲           |                                                               |
| کابینهٔ احمد نجیب الهلالی        | احمد نجیب الهلالی پاشا          | ملک فاروق                   | ۰۱ مارس ۱۹۵۲    | ۰۲ ژوئیه ۱۹۵۲          |                                                               |
| کابینهٔ حسین سری پاشا            | حسین سری پاشا                   | ملک فاروق                   | ۰۲ ژوئیه ۱۹۵۲   | ۲۲ ژوئیه ۱۹۵۲          |                                                               |
| کابینهٔ احمد نجیب الهلالی        | احمد نجیب الهلالی پاشا          | ملک فاروق                   | ۲۲ ژوئیه ۱۹۵۲   | ۲۳ ژوئیه ۲۴ ژوئیه ۱۹۵۲ | پس از ۱۸ ساعت به دلیل انقلاب ۱۹۵۲ مصر استعفا کرد.             |
| کابینهٔ علی ماهر پاشا            | علی ماهر پاشا                   | ملک فؤاد دوم مصر            | ۲۴ ژوئیه ۱۹۵۲   | ۷ سپتامبر ۱۹۵۲         |                                                               |
| کابینهٔ محمد نجیب                | سرلشکر محمد نجیب                | سرلشکر محمد نجیب            | ۰۷ سپتامبر ۱۹۵۲ | ۲۴ فوریه ۱۹۵۴          |                                                               |
| کابینهٔ جمال عبد الناصر          | جمال عبدالناصر                  | سرلشکر محمد نجیب            | ۲۵ فوریه ۱۹۵۴   | ۰۸ مارس ۱۹۵۴           |                                                               |
| کابینهٔ محمد نجیب                | سرلشکر محمد نجیب                | سرلشکر محمد نجیب            | ۸ مارس ۱۹۵۴     | ۱۷ آوریل ۱۹۵۴          |                                                               |
| کابینهٔ جمال عبد الناصر          | جمال عبد الناصر                 | جمال عبدالناصر              | ۱۷ آوریل ۱۹۵۴   | ۰۷ اکتبر ۱۹۵۸          |                                                               |
| کابینهٔ نور الدین طراف           | د. نور الدین طراف               | جمال عبدالناصر              | ۷ اکتبر ۱۹۵۸    | ۲۰ سپتامبر ۱۹۶۰        |                                                               |
| کابینهٔ کمال الدین حسین          | کمال الدین حسین                 | جمال عبدالناصر              | ۲۰ سپتامبر ۱۹۶۰ | ۲۹ سپتامبر ۱۹۶۲        |                                                               |
| کابینهٔ علی صبری                 | علی صبری                        | جمال عبدالناصر              | ۲۹ سپتامبر ۱۹۶۲ | ۱ اکتبر ۱۹۶۵           |                                                               |
| کابینهٔ زکریا محیی الدین         | زکریا محیی الدین                | جمال عبدالناصر              | ۱ اکتبر ۱۹۶۵    | ۱۰ سپتامبر ۱۹۶۶        |                                                               |
| کابینهٔ محمد صدقی سلیمان         | محمد صدقی سلیمان                | جمال عبدالناصر              | ۱۰ سپتامبر ۱۹۶۶ | ۱۹ ژوئیه ۱۹۶۷          |                                                               |
| کابینهٔ جمال عبد الناصر          | جمال عبدالناصر                  | جمال عبدالناصر              | ۱۹ ژوئیه ۱۹۶۷   | ۲۸ سپتامبر ۱۹۷۰        |                                                               |
| کابینهٔ محمود فوزی               | د. محمود فوزی                   | انور سادات                  | ۲۱ اکتبر ۱۹۷۰   | ۱۷ ژانویه ۱۹۷۲         |                                                               |
| کابینهٔ عزیز صدقی                | د. عزیز صدقی                    | انور سادات                  | ۱۷ ژانویه ۱۹۷۲  | ۲۶ مارس ۱۹۷۳           |                                                               |
| کابینهٔ محمد انور السادات        | انور سادات                      | انور سادات                  | ۲۶ مارس ۱۹۷۳    | ۲۵ سپتامبر ۱۹۷۴        |                                                               |
| کابینهٔ عبد العزیز حجازی         | د. عبد العزیز حجازی             | انور سادات                  | ۲۶ مارس ۱۹۷۳    | ۱۶ آوریل ۱۹۷۵          |                                                               |
| کابینهٔ ممدوح سالم               | سرلشکر ممدوح سالم               | انور سادات                  | ۱۶ آوریل ۱۹۷۵   | ۲ اکتبر ۱۹۷۸           |                                                               |
| کابینهٔ مصطفی خلیل               | د. مصطفی خلیل                   | انور سادات                  | ۲ اکتبر ۱۹۷۸    | ۱۵ مایو ۱۹۸۰           |                                                               |
| کابینهٔ محمد انور السادات        | انور سادات                      | انور سادات                  | ۱۵ مایو ۱۹۸۰    | ۶ اکتبر ۱۹۸۱           | توسط افسران ارتش تابع گروه اسلامی ترور شد                     |
| کابینهٔ محمد حسنی مبارک          | حسنی مبارک                      | حسنی مبارک                  | ۶ اکتبر ۱۹۸۱    | ۲ ژانویه ۱۹۸۲          |                                                               |
| کابینهٔ احمد فؤاد محیی الدین     | احمد فؤاد محیی الدین            | حسنی مبارک                  | ۲ ژانویه ۱۹۸۲   | ۵ ژوئن ۱۹۸۴            |                                                               |
| کابینهٔ کمال حسن علی             | سپهبد کمال حسن علی              | حسنی مبارک                  | ۵ ژوئن ۱۹۸۴     | ۴ سپتامبر ۱۹۸۵         | به دلیل مشکلات جسمی استعفا کرد                                |
| کابینهٔ علی لطفی محمود           | د. علی لطفی محمود               | حسنی مبارک                  | ۴ سپتامبر ۱۹۸۵  | ۹ نوامبر ۱۹۸۶          |                                                               |
| کابینهٔ عاطف محمد صدقی           | د. عاطف محمد صدقی               | حسنی مبارک                  | ۹ نوامبر ۱۹۸۶   | ۴ ژانویه ۱۹۹۶          |                                                               |
| کابینهٔ کمال الجنزوری (الاولی)   | د. کمال الجنزوری                | حسنی مبارک                  | ۴ ژانویه ۱۹۹۶   | ۵ اکتبر ۱۹۹۹           |                                                               |
| کابینهٔ عاطف عبید                | د. عاطف عبید                    | حسنی مبارک                  | ۵ اکتبر ۱۹۹۹    | ۹ ژوئیه ۲۰۰۴           | استعفا کرد                                                    |
| کابینهٔ احمد نظیف                | د. احمد نظیف                    | حسنی مبارک                  | ۹ ژوئیه ۲۰۰۴    | ۲۹ ژانویه ۲۰۱۱         | پس از انقلاب مصر سال ۲۰۱۱ م استعفا کرد                        |
| کابینهٔ احمد شفیق                | سپهبد احمد شفیق                 | حسنی مبارک                  | ۲۹ ژانویه ۲۰۱۱  | ۱۱ فوریه ۲۰۱۱          | پس از برکناری حسنی مبارک، استعفا کرد                          |
| کابینهٔ احمد شفیق                | سپهبد احمد شفیق                 | شورای عالی نیروهای مسلح مصر | ۱۱ فوریه ۲۰۱۱   | ۲۲ فوریه ۲۰۱۱          | دولتش تا اعلام دولت جدید به کارش ادامه داد                    |
| کابینهٔ احمد شفیق                | سپهبد احمد شفیق                 | شورای عالی نیروهای مسلح مصر | ۲۲ فوریه ۲۰۱۱   | ۳ مارس ۲۰۱۱            | دولتش تا اعلام دولت جدید به کارش ادامه                        |
| کابینهٔ عصام شرف                 | د. عصام شرف                     | شورای عالی نیروهای مسلح مصر | ۳ مارس ۲۰۱۱     | ۲۵ نوامبر ۲۰۱۱         | دولت موقت تا پایان زمان انتقال قدرت                           |
| کابینهٔ کمال الجنزوری (دوم)      | د. کمال الجنزوری                | شورای عالی نیروهای مسلح مصر | ۲۵ نوامبر ۲۰۱۱  | ۲۴ ژوئیه ۲۰۱۲          |                                                               |
| کابینهٔ هشام قندیل               | د. هشام قندیل                   | محمد مرسی                   | ۲۴ ژوئیه ۲۰۱۲   | ۳ ژوئیه ۲۰۱۳           | دومین دولت در زمان محمد مرسی                                  |
| کابینهٔ حازم الببلاوی            | د. حازم ببلاوی                  | عدلی منصور                  | ۹ ژوئیه ۲۰۱۳    | ۲۴ فوریه ۲۰۱۴          | دومین دولت ائتلاف ملی پس از محمد مرسی                         |
| کابینهٔ ابراهیم محلب اول         | ابراهیم محلب                    | عدلی منصور                  | ۲۵ فوریه ۲۰۱۴   | ۸ ژوئن ۲۰۱۴            | دولت تا پایان انتخابات ریاست‌جمهوری به کار خود ادامه داد       |
| کابینهٔ ابراهیم محلب دوم         | ابراهیم محلب                    | عبدالفتاح سیسی              | ۱۷ ژوئن ۲۰۱۴    | ۱۲ سپتامبر ۲۰۱۵        | نخستین دولت در زمان عبدالفتاح سیسی                            |
| کابینهٔ شریف اسماعیل             | شریف اسماعیل                    | عبدالفتاح سیسی              | ۱۹ سپتامبر ۲۰۱۵ | ۷ ژوئن ۲۰۱۸            |                                                               |
| کابینهٔ مصطفی مدبولی             | مصطفی مدبولی                    | عبدالفتاح سیسی              | ژوئن ۲۰۱۸       | تاکنون                 |                                                               |